# NGC 48
NGC 48 (również PGC 929 lub UGC 133) – galaktyka spiralna z poprzeczką (SBbc), znajdująca się w gwiazdozbiorze Andromedy. Odkrył ją Lewis A. Swift 7 września 1885 roku.